# Ivan Andreevič Krylov
Ivan Andreevič Krylov (in russo Иван Андреевич Крылов?; Mosca, 13 febbraio 1768 – San Pietroburgo, 21 novembre 1844) è stato uno scrittore e commediografo russo, famoso autore di favole.

## Biografia

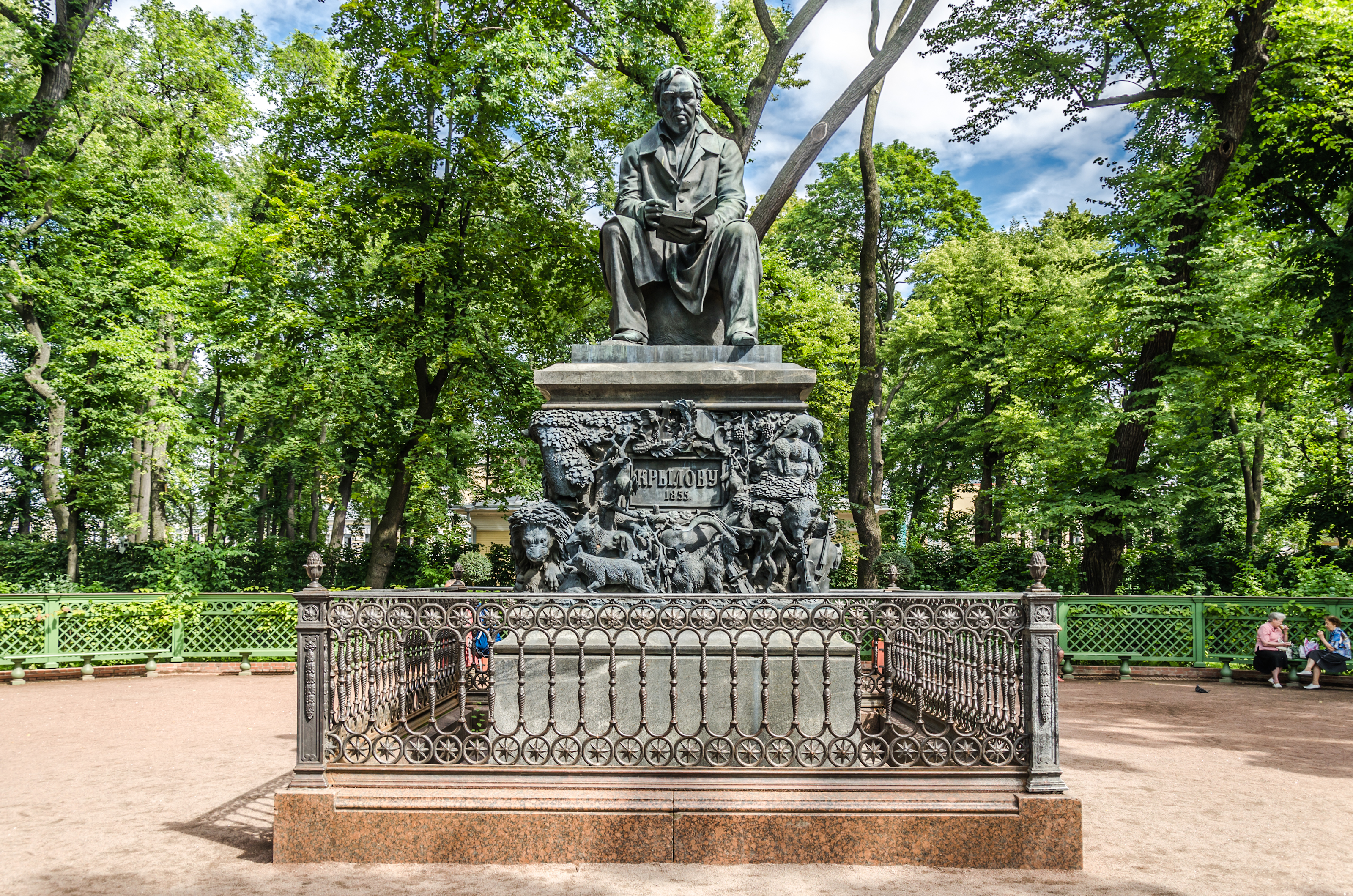
Monumento a Ivan Krylov nel Giardino d'Estate a San Pietroburgo

Ivan Krylov nacque a Mosca, ma trascorse l'infanzia e la giovinezza a Orenburg e a Tver'. Suo padre, ufficiale dell'esercito russo, morì nel 1779 lasciando la famiglia in precarie condizioni economiche. Alcuni anni più tardi Krylov e sua madre si trasferirono a San Pietroburgo nella speranza di ottenere una pensione statale. A San Pietroburgo Krylov ottenne un posto di impiegato statale, ma vi rinunciò dopo la morte della madre (1788). La sua carriera letteraria cominciò nel 1783, quando riuscì a vendere a un editore una sua commedia (L'indovina dai fondi di caffè, pubblicata postuma nel 1868). Utilizzò il compenso per acquistare testi di autori francesi, in particolare di Molière, Racine e Boileau. Probabilmente fu influenzato da questi scrittori quando scrisse due tragedie, Cleopatra (1785) e Filomela (1786), che gli aprirono le porte del circolo di drammaturghi che gravitava attorno a Knjažnin.
Krylov cercò spesso, ma sempre con scarso successo, di dar vita a una rivista letteraria. Questi tentativi, assieme ai suoi drammi, fecero sì tuttavia che il nome di Krylov acquistasse una certa notorietà negli ambienti letterari. Per circa quattro anni, dal 1797 al 1801, Krylov visse nella residenza di campagna del principe Sergej Golicyn e, quando quest'ultimo venne nominato governatore militare della Livonia, Krylov lo accompagnò nella nuova sede in qualità di segretario.  Si sa invece molto poco delle vicende di Krylov dopo che si dimise da segretario del principe Golicyn; si ritiene abbia girato di città in città dedicandosi al gioco.
Dopo essere venuto in contatto con l'ambiente letterario di San Pietroburgo, Krylov divenne noto pubblicando satire sociali su riviste da lui dirette: Počta duchov (La posta degli spiriti, 1789), Zritel' (Lo Spettatore, 1792) e poi su Sankt Peterburgskij Merkur (Il Mercurio di San Pietroburgo); questi scritti scatenarono molte polemiche, per il loro tono violento, e portarono alla chiusura dei giornali. Lo scrittore si dedicò nuovamente allora al teatro, ma con maggior spirito di osservazione e per l'uso di un linguaggio più vicino a quello; alcune commedie, tra cui Il negozio di mode (1806) e La lezione alle figlie (1807), conquistarono il pubblico, oltre che per l'intreccio, per il linguaggio vivace e colorita.
Il nome di Krylov è tuttavia legato soprattutto alle favole, a cui si dedicò completamente per il resto della vita a partire dal 1808. Nel 1809 venne pubblicata una prima raccolta di 23 favole, che ottenne un successo straordinario e venne seguita da altre otto raccolte simili nel periodo di tempo fra il 1810 e il 1820. Le sue favole con animali prendono di mira direttamente i vizi umani, in particolare l'incompetenza, l'arroganza e la stoltezza, con riferimenti alla vita russa contemporanea. Ispirandosi a Esopo e a La Fontaine, Krylov manifesta un atteggiamento piccolo-borghese tipicamente russo, basato sul buon senso ma anche a un certo conformismo. Nonostante fosse un conservatore e un classicista (la struttura narrativa è arcaica e tipicamente settecentesca), egli usò per le sue favole la lingua viva e corrente del popolo russo, riuscendo a conferire per la prima volta dignità d'arte a locuzioni idiomatiche che da allora in poi sono diventate parte integrante del patrimonio letterario della lingua russa.
Già immediatamente dopo il successo della sua prima raccolta di 23 favole, nel 1811 Krylov fu accolto nell'Accademia russa delle Scienze ottenendo una medaglia d'oro. Dal 1812 al 1841 Krylov lavorò alla Biblioteca Pubblica e Imperiale di San Pietroburgo, prima come assistente e poi come direttore del "Dipartimento libri russi". Nel 1838 venne celebrato il giubileo della sua prima pubblicazione, e lo Zar gli accordò una generosa pensione. Le favole di Krylov sono state tradotte più volte in italiano. Tre favole ("Il sacco", "Il villano e l'asino" e "Il lupo e il cuculo") furono tradotte da Vincenzo Monti nel 1824, quando Krylov era ancora in vita.

## Opere (edizioni italiane)
- Ivan A. Krylov, Favole russe tradotte dal cavaliere Vincenzo Monti. Venezia, 1824 (on-line).
- Ivan A. Krylov, Favole scelte, di Giovanni Krilow; prima versione di Federigo Verdinois, Collezione Biblioteca universale n. 356. Milano : Sonzogno, 1906
- Ivan A. Krylov, Favole russe; Traduzione da classici italiani ; prefazione di D. Ciampoli. Collezione Scrittori italiani e stranieri - Belle lettere. Lanciano : G. Carabba, 1913
- Ivan A. Krylov, Le favole, di Giovanni Krylov; versione interlineare dal russo di Umberto Norsa, Collezione Biblioteca dei popoli. Palermo : R. Sandron, 1920
- Ivan A. Krylov, Gianni porcospino e altre storie, a cura di Giovanni Falzone Fontanelli, con 6 illustrazioni di S. Sgrilli. Bologna : Nettuno Omnia, 1953
- Ivan A. Krylov, Raccolta di favole, Krylov; a cura di Vera Zdrojewska, Testo originale a fronte, Collezione Il melagrano, n. 186-189. Firenze : Fussi : Sansoni, stampa 1957
- Ivan A. Krylov, Cento favole, di Ivan Krylov; trad. N. Martini Bernardi; litografie di Pietro Annigoni. Parma : U. Guanda, 1961
- Ivan A. Krylov, La danza dei pesci e altri favolelli; libera trascrizione di Mary Tibaldi Chiesa; illustrazioni di Marisa Ridolfi. Milano : Mondadori, 1966
- Ivan A. Krylov, Parlano gli animali, Roma , Edizioni Paoline, 1971, Collezione Girotondo, ISBN 88-215-1715-2
- Ivan A. Krylov, Favole, trad. A. Schiavone , Firenze, Barbes, 2009, ISBN 8862940602

## Citazioni letterarie
Lo scrittore russo Fëdor Dostoevskij, in uno dei suoi primi romanzi, Il sosia (Dostoevskij), cita Krylov, alludendo a un suo racconto: "(...) Vedi un po' a che si riduce tutta la faccenda! Lo scrigno si apriva senza nessun segreto. Aveva ragione Krylov, non cè che dire, quel Krylov la sa lunga ed è anche un grande favolista!" (Milano, Feltrinelli Editore, 2003, p.108).